# Проспект Левка Лукьяненко
Проспект Левка Лукьяненко (до 2022 года — улица Рокоссовского) (укр. Проспект Левка Лук'яненка) — проспект в Деснянском районе города Чернигова. Пролегает от улицы Шевченко до пересечения Героев Чернобыля и Волонтёров, исторически сложившаяся местность (район) Бобровицкий жилой массив и Яловщина; одна из главных транспортных артерий города. Один из четырёх проспектов города — стал третьим по дате присвоения статуса проспектом города Чернигова.
Примыкают улицы Кривулевская, Защитников Украины, 2-й тракторный переулок, Всехсвятская, проспект Победы, Соборности (Доценко), Прилукская (Таранущенко), Хельсинкского союза (Ломоносова), проспект Михаила Грушевского (улица 1 Мая), Сосновая, Проектный переулок, Киевская, Яловщина (Жуковского).  
В 2022 году была присоединена Седневская улица, в 2024 году — улица 77 Гвардейской дивизии.
Продлением проспекта в западном направлении служит улица Героев Чернобыля.

## История
Новая улица проложена в 1967 году от улицы Шевченко до Седневской улицы. Получила название улица Рокоссовского — в честь Маршала Советского Союза и Маршала Польши, дважды Героя Советского Союза Константина Константиновича Рокоссовского.
Улица начала застраиваться в 1968 году: изначально непарная сторона 5-этажными домами, затем парная — 9-этажными. Застраивалась вместе с другими улицами Бобровицкого жилого массива. В период 1982—1988 года были возведены 14-этажные дома (№№ 16А, 18А, 20А, 22А, 28), объекты социальной инфраструктуры (магазины «Северский», «Турист», «Электрон», отделение связи, детсады, 1985 год — кинотеатр «Победа»).
В 1980-е годы улица стала участком нового троллейбусного маршрута № 10, который связал крайние северный и восточный районы ЗАЗ и Бобровицу.
В начале 21 века была ликвидирована парная сторона усадебной застройки Седневской улицы и соответственно была продлена парная сторона улицы Рокоссовского до улицы 1 Мая.
19 декабря 2016 года улица стала участком нового троллейбусного маршрута № 11, который связал крайние западный и восточный районы Масаны и Бобровицу. 15 июня 2017 года улица стала участком нового маршрута № 9, связав ЗАЗ с городской больницей № 2; 9 августа 2019 года — № 9А.
В 2020 году реконструирован бывший универсальный магазин «Северский» под супермаркет сети «АТБ», демонтировано название.
С целью проведения политики очищения городского пространства от топонимов, которые возвеличивают, увековечивают, пропагандируют или символизируют Российскую Федерацию и Республику Беларусь, 1 августа 2022 года улица Рокоссовского была преобразована в проспект под современным названием — в честь Героя Украины Левка Григорьевича Лукьяненко, согласно Решению Черниговского городского совета № 19/VIII-6 «Про переименование улиц в городе Чернигове» («Про перейменування вулиць у м. Чернігові»). Кроме того, к новому проспекту была присоединена Седневская улица и её застройка с изменением нумерации.
10 июля 2024 года улица 77 Гвардейской дивизии длиной 1,22 км и её застройка была присоединена к проспекту Левка Лукьяненко с изменением нумерации домов, согласно Решению Черниговского городского совета № 41/VIII-7 «Про переименование улиц в городе Чернигове» («Про перейменування вулиць у м. Чернігові»).

## Застройка
Проспект Левка Лукьяненко — основная улица Бобровицкого жилмассива. Проспект пролегает в северо-западном направлении, затем, сделав плавный поворот — западном. Большая часть (2,1 км) имеет по три ряда движения в обе стороны, далее (до примыкания Киевской) — по два ряда, затем — один ряд в направлении реки Стрижень и два ряда в направлении Киевской.
Парная и непарная стороны проспекта заняты многоэтажной жилой застройкой (5-9-14-этажные дома). Парная сторона преимущественно — 9-этажные и 14-этажные дома, расположенные вдоль улицы, а во дворе — большинство 5-этажные дома. Первые этажи 1-й линии застройки заняты множеством магазинов и офисов. Ряд домов 1-й линии имеет дополнительные объёмы (пристройки) в один этаж (есть и два этажа) нежилого предназначения, например у 14-этажных домов 20А и 22А соответственно заняты центром предоставления административных услуг и библиотекой.
Участок проспекта (между улицей Таранущенко и проспектом Михаила Грушевского) непарной стороны занимала (до 1 августа 2022 года) усадебная застройка (непарная сторона) улицы Седневская (ныне часть проспекта). Была изменена нумерация бывшей Седневской улицы для 15 домов: №№ 27-3 Седневской улицы стали №№ 57-85 (парных номеров нет) нового проспекта. 
Участок между проспектом Михаила Грушевского и Киевской улицей (до 2024 года — улица 77 Гвардейской дивизии) занят усадебной застройкой, противоположная сторона — нежилой застройкой (торговые центры). Конец проспекта пролегает через региональный ландшафтный парк Яловщина.
Перекресток проспекта и Всехсвятской улицы образовывает площадь Героев Сталинграда, а их угол занимает Храм всех святых Черниговских. 
Перекрёсток проспектов Победы и Левка Лукьяненко (улицы Рокоссовского) занимает сквер имени Левка Лукьяненко, с улицей Шевченко — Студенческий сквер (площадь 0,21 га).
|                                                        |                                                                                           |                               |                                                                                       |
| студенческий клуб «Победа» — бывший кинотеатр «Победа» | в направлении улицы Защитников Украины — вид со стороны перекрестка с Всехсвятской улицей | Храм всех святых Черниговских | конец улицы, в направлении улицы Доценко; справа усадебная застройка Седневской улицы |

Учреждения:
1. дом № 2 А — студенческий клуб «Победа» (корпус 21 ЧНТУ) — бывший кинотеатр «Победа»
2. дом № 10 — бывший магазин «Турист» (1 этаж)
3. дом № 20 А — центр предоставления административных услуг
4. дом № 22 А — областная библиотека для детей им. Островского
5. дом № 30 — детская поликлиника № 2 (дневной стационар) (1 этаж)
6. дом № 31 — детсад № 39
7. дом № 33 — офисное здание
8. дом № 35 — бывший универсальный магазин «Северский» (1 этаж)
9. дом № 45 Б — лицей № 22
10. дом № 47 — городская детская поликлиника № 2

|                                                                                         | |                                                   |
| Дважды Герою Советского Союза Константину Константиновичу Рокоссовскому (демонтирована) | возведению кинотеатра «Победа» к 40-й годовщине победы в Великой Отечественной войне (демонтирована) | Герою Советского Союза Антону Степановичу Юрченко |

Мемориальные доски:
1. дом № 2 — Маршалу Советского Союза и Маршалу Польши, дважды Герою Советского Союза Константину Константиновичу Рокоссовскому — демонтирована — комментарий именования улицы (до 2022 года)
2. дом № 2 — возведению кинотеатра «Победа» к 40-й годовщине победы в Великой Отечественной войне — демонтирована — на здании кинотеатра
3. дом № 22 — Герою Советского Союза Илье Сергеевичу Игнатенко — на доме, где жил
4. дом № 28 — Герою Советского Союза, уроженцу Черниговщины Антону Степановичу Юрченко — на доме, где жил (1981—1994)
5. дом № 45 Б — участнику антитеррористической операции на востоке Украины Ивану Кононовичу — на здании лицея № 22, где учился
6. дом № 45 Б — воину-интернационалисту Константину Николаевичу Самострову — на здании современного лицея № 22, где учился
7. дом № 49 — Герою Украины, уроженцу Черниговщины Левко Григорьевичу Лукьяненко (доска 19.09.2019) — на доме проведения сборов с единомышленниками[13]